# Simion Cuțov
Simion Cuțov (n. 7 mai 1952, Smârdan, România – d. 1993) a fost un boxer  român, laureat cu argint la Montreal 1976.

## Biografie
S-a născut în anul 1952 în comuna tulceană Smârdan Nou. Component al clubului Dinamo, Simion Cuțov și-a trecut în palmares patru titluri de campion național la categoria 60 kg, trei titluri de campion european, unul la juniori în 1972 și două la seniori în anii 1973 și 1975, precum și o medalie de argint la Campionatele Mondiale de la Havana din 1974, dublată de o alta din același metal cucerită la Jocurile Olimpice de la Montreal din 1976. În cel mai important meci al carierei, cel din finala categoriei 60 kg de la „Olimpiada Nadiei”, dinamovistul l-a avut ca adversar pe nord-americanul Howard Davis. De-a lungul prodigioasei sale cariere, Simion Cuțov a susținut 155 de meciuri, dintre care a pierdut doar 20. În semn de apreciere pentru rezultatele deosebite ca și pentru contribuția adusă la îmbogățirea zestrei de medalii a pugilatului românesc, Cuțov a fost decorat cu „Ordinul Muncii“ clasa a II-a și i s-a acordat titlul de Maestru emerit al sportului. Vicecampionul olimpic de la Montreal a decedat în anul 1993.

## Distincții
- Ordinul „Meritul Sportiv” clasa I (18 august 1976) „pentru rezultatele deosebite obținute la Jocurile olimpice de vară de la Montreal – 1976, precum și pentru contribuția adusă la dezvoltarea activității sportive și la creșterea prestigiului sportului românesc pe plan internațional”[3]